# ایویوز
ایویوز یا EViews (مخفف Econometric Views) یک بسته آماری برای ویندوز است که عمدتاً برای تحلیلهای اقتصادسنجی سری زمانی استفاده می‌گردد.